# Adam Betzel
Adam Betzel (* 7. Juli 1839 in Fuchsstadt; † 27. Februar 1922 in München) war ein bayerischer Generalmajor.

## Leben
Betzel war der Sohn eines Privatiers. Er absolvierte die Gewerbeschule und trat am 21. September 1856 als Freiwilliger in das 2. Artillerie-Regiment der Bayerischen Armee ein. Dort wurde er 1861 zum Sekondeleutnant befördert. Als Premierleutnant nahm Betzel 1866 während des Krieges gegen Preußen bei der Batterie „Freiherr von Lottersberg“ an den Gefechten bei Zella, Hammelburg, Helmstadt und Hettstadt teil. 1869 stieg er zum Bataillonsadjutant auf. Im Deutsch-Französischen Krieg 1870/71 war Betzel als Regimentsadjutant bei der Artillerie-Reserve-Abteilung des II. Armee-Korps und kam bei Weißenburg, Wörth, Marsal, Sedan sowie bei der Einschließung und Belagerung von Paris zum Einsatz. Ausgezeichnet mit dem Eisernen Kreuz II. Klasse kehrte Betzel in die Garnison nach Würzburg zurück.
Mit seiner Beförderung zum Hauptmann am 25. April 1875 wurde er Chef der 2. Kompanie im 2. Fußartillerie-Regiment. Anlässlich des Besuchs der Festung Metz durch Kaiser Wilhelm II. 1879 führte Betzel die Ehrenformation. 1880 als Batteriechef in das 2. Feldartillerie-Regiment versetzt, kehrte er zwei Jahre später in das 2. Fußartillerie-Regiment zurück. Am 20. März 1884 folgte seine Versetzung als Major und Stabsoffizier in das 1. Fußartillerie-Regiment „Bothmer“. Hier übernahm Betzel am 3. Oktober 1886 das I. Bataillon, wurde am 10. November 1887 zum Artillerieoffizier vom Platz der Bundesfestung Ulm ernannt und in dieser Funktion 1888 zum Oberstleutnant sowie 1890 zum Oberst befördert. Als solcher war er vom 10. Mai 1891 bis 14. November 1895 Kommandeur des 1. Fußartillerie-Regiment „vakant Bothmer“ und wurde anschließend unter gleichzeitiger Beförderung zum Generalmajor zum Kommandanten der Landesfestung Ingolstadt ernannt. Am 15. Juli 1898 stellte man ihn zur Disposition. 
Während seiner langen Dienstzeit war Betzel für seine Leistungen mehrfach ausgezeichnet worden. Er war Inhaber des Militärverdienstorden II. Klasse, des Verdienstordens vom Heiligen Michael IV. Klasse, des Kronenorden III. Klasse sowie Komtur I. Klasse des Friedrichs-Ordens.